# Akademischer Hilfs-Bund
Der Akademische Hilfs-Bund (AHB) wurde auf Anregung der Deutschen Burschenschaft im Ersten Weltkrieg, 1915, in Berlin als Zweckverband gegründet. Ortsausschüsse des Hilfs-Bundes entstanden in anderen deutschen Universitätsstädten. Der Akademische Hilfs-Bund bestand bis in die 1920er Jahre hinein.

## Aufgabenstellung
Aufgabe des Hilfs-Bundes war es, verwundete Akademiker und Studenten zu unterstützen, die Beratung hinsichtlich ihrer zukünftigen Erwerbstätigkeit benötigten oder gezwungen waren, den Beruf zu wechseln. Ihnen sollte beim Aufbau einer neuen wirtschaftlichen Existenz geholfen werden.
Insbesondere dem Schicksal Kriegsblinder nahm sich der Akademische Hilfs-Bund an. In Marburg und Berlin richtete der AHB Blindenheime ein.

## Finanzierungsgrundlage
Zugunsten des Hilfs-Bundes wurden in Universitätsstädten Wohltätigkeitsaufführungen veranstaltet. Auch flossen dem Akademischen Hilfs-Bund Spendengelder zu.

## Mitglieder des AHB
Im Kaiserreich und in der Weimarer Republik hatten Hugo Boettger, Friedrich August Pinkerneil und Hermann Katzenberger leitende Positionen im Hilfs-Bund inne. Hugo Boettger war im Zeitraum 1915–1925 Vorsitzender des Akademischen Hilfs-Bundes. Friedrich August Pinkerneil bekleidete 1916 das Amt des Geschäftsführers. Hermann Katzenberger wurde 1918 zum Direktor des AHB ernannt.